# Jean Grelaud
« Grelaud » redirige ici. Pour l’article homophone, voir Grelot.
Jean Grelaud (né à Paris 7e le 26 octobre 1898 et mort à Paris 13e le 25 février 2007) était l'un des trois derniers poilus français de la Première Guerre mondiale. Il fut le dernier poilu parisien.

## Biographie
Mobilisé le 10 mars 1917, il a fait partie du 31e puis du 131e régiment d'infanterie et a combattu dans l'Aisne au Chemin des Dames (avril 1917) où il sera gravement gazé. Il est fait prisonnier lors de la seconde bataille de la Marne (juillet 1918). Il est interné dans un camp en Belgique. Il s'en évadera avant d'être rapatrié le 21 novembre 1918. Il ne sera pas démobilisé avant 1920.
Il a également participé à la Seconde Guerre mondiale, mais a toujours refusé de témoigner, de livrer des photographies ou de donner des indications sur sa vie.
Il meurt le 25 février 2007 à l'âge de 108 ans et 122 jours. À sa demande, sa famille n'a annoncé son décès que le 5 mars.

## Distinctions
- Chevalier de la Légion d'honneur à titre d'ancien combattant de la guerre 14-18.
- Croix du combattant volontaire 1939-1945
- Croix du combattant
- Médaille interalliée 1914-1918 (reçue le 22 septembre 1936)
- Médaille commémorative de la guerre 1914-1918